# Ajándékozási szerződés
Az ajándékozási szerződés az egyik alapvető szerződésfajta. Lényege, hogy az ajándékozó - saját vagyonának rovására - a megajándékozottnak ingyenes vagyoni előnyt nyújt. Az ajándékozás tárgya lehet ingó vagy ingatlan dolog és lehet vagyoni értékű jog is.

## A hatályos magyar szabályozás
Az ajándékozási szerződésről a polgári törvénykönyv XXXVI. fejezete rendelkezik.
Ajándékozási szerződés alapján az ajándékozó dolog tulajdonjogának ingyenes átruházására, a megajándékozott a dolog átvételére köteles. Ha az ajándékozási szerződés tárgya ingatlan, az ajándékozó a tulajdonjog átruházásán felül köteles a dolog birtokának átruházására is. Ha a szerződés tárgya ingatlan, az ajándékozási szerződést írásba kell foglalni.
A dolog ajándékozására vonatkozó szabályokat kell megfelelően alkalmazni jog vagy követelés ingyenes átruházására történő kötelezettségvállalás esetén.

### A teljesítés megtagadása
A szerződés teljesítését az ajándékozó megtagadhatja, ha bizonyítja, hogy a szerződés megkötése után saját körülményeiben vagy a megajándékozotthoz fűződő viszonyában olyan lényeges változás állott be, hogy a szerződés teljesítése tőle nem várható el.

### Ajándék visszakövetelése
A meglévő ajándékot az ajándékozó visszakövetelheti, ha arra a szerződéskötés után bekövetkezett változások miatt létfenntartása érdekében szüksége van, és az ajándék visszaadása a megajándékozott létfenntartását nem veszélyezteti. A megajándékozott nem köteles az ajándék visszaadására, ha az ajándékozó létfenntartását járadék vagy természetbeni tartás útján megfelelően biztosítja. Ha a megajándékozott vagy vele együtt élő hozzátartozója az ajándékozó vagy közeli hozzátartozója rovására súlyos jogsértést követ el, az ajándékozó visszakövetelheti az ajándékot, vagy követelheti az ajándék helyébe lépett értéket.
Az ajándékozó visszakövetelheti az ajándékot, vagy követelheti az ajándék helyébe lépett értéket akkor is, ha a szerződő felek számára a szerződéskötéskor ismert olyan feltevés, amelyre figyelemmel az ajándékozó az ajándékot adta, utóbb véglegesen meghiúsult, és e nélkül az ajándékozásra nem került volna sor.Visszakövetelésnek nincs helye, ha az ajándék vagy a helyébe lépett érték a jogsértés elkövetése időpontjában már nincs meg, továbbá ha az ajándékozó a sérelmet megbocsátotta; megbocsátásnak, illetve a visszakövetelésről való lemondásnak számít, ha az ajándékozó az ajándékot megfelelő ok nélkül hosszabb idő nélkül nem követeli vissza. A szokásos mértékű ajándék visszakövetelésének nincs helye.

## Története

### Korábbi jogi szabályozása Magyarországon
Magyarországon  a korábbi polgári törvénykönyv XLVII. fejezete („Az ajándékozás”) rendelkezett az ajándékozási szerződés alapvető szabályairól.
- 579. § (1) Ajándékozási szerződés alapján az egyik fél saját vagyona rovására a másiknak ingyenes vagyoni előny juttatására köteles.
- (2) Ingatlan ajándékozásának érvényességéhez a szerződés írásbafoglalása szükséges.
- 580. § Az ajándékozási szerződés teljesítését az ajándékozó megtagadhatja, ha bizonyítja, hogy az ajánlattétel, illetőleg a szerződés megkötése után körülményeiben, különösen a megajándékozotthoz való viszonyában olyan lényeges változás állott be, hogy a szerződés teljesítése tőle többé el nem várható.
- 581. § (1) Az ajándékozó a megajándékozott tulajdonszerzésének, továbbá az ajándék tárgyának lényeges fogyatékosságáért vagy az ajándékozás során abban beálló kárért csak akkor felel, ha a megajándékozott bizonyítja, hogy az ajándékozó szándékosan vagy súlyosan gondatlanul járt el; a felelősség a kárért akkor is terheli az ajándékozót, ha a megajándékozottat nem tájékoztatja az ajándék olyan lényeges tulajdonságáról, amelyet a megajándékozott nem ismer.
- (2) Az ajándékozó az általános szabályok szerint felelős azért a kárért, amelyet az ajándékozással kapcsolatosan a megajándékozott egyéb vagyonában okoz.
- 582. § (1) A még meglevő ajándékot az ajándékozó visszakövetelheti annyiban, amennyiben arra létfenntartása érdekében szüksége van, és az ajándék visszaadása a megajándékozott létfenntartását nem veszélyezteti.
- (2) Ha a megajándékozott vagy vele együttélő hozzátartozója az ajándékozó vagy közeli hozzátartozója rovására súlyos jogsértést követ el, az ajándékozó visszakövetelheti az ajándékot, vagy követelheti az ajándék helyébe lépett értéket.
- (3) Az ajándékozó visszakövetelheti az ajándékot, vagy követelheti az ajándék helyébe lépett értéket akkor is, ha az a feltevés, amelyre figyelemmel az ajándékot adta, utóbb véglegesen meghiúsult, és enélkül az ajándékozásra nem került volna sor.
- (4) Visszakövetelésnek nincs helye, amennyiben az ajándék vagy a helyébe lépett érték a jogsértés elkövetése időpontjában már nincs meg, továbbá ha az ajándékozó a sérelmet megbocsátotta; megbocsátásnak számít, ha az ajándékozó az ajándékot megfelelő ok nélkül hosszabb ideig nem követeli vissza.
- (5) A szokásos mértékű ajándék visszakövetelésének nincs helye.